# Jan Långben som gaucho
Jan Långben som gaucho (engelska: El Gaucho Goofy) är en amerikansk animerad kortfilm med Långben från 1955. Filmen är ursprungligen en del av långfilmen Saludos Amigos från 1942.

## Handling
Långben är en amerikansk cowboy som under mystiska omständigheter blir förflyttad till Argentina där han får lära sig om gauchon och om livet på Pampas.

## Om filmen
Filmen släpptes som separat kortfilm första gången i Sverige och hade premiär den 6 september 1954 på biografen Spegeln i Stockholm. Den amerikanska premiären ägde rum den 10 juni 1955.
Filmen har givits ut på VHS och finns dubbad till svenska.

## Rollista
- Pinto Colvig – Långben
- Fred Shields – berättare[7]